# Roméo et Juliette

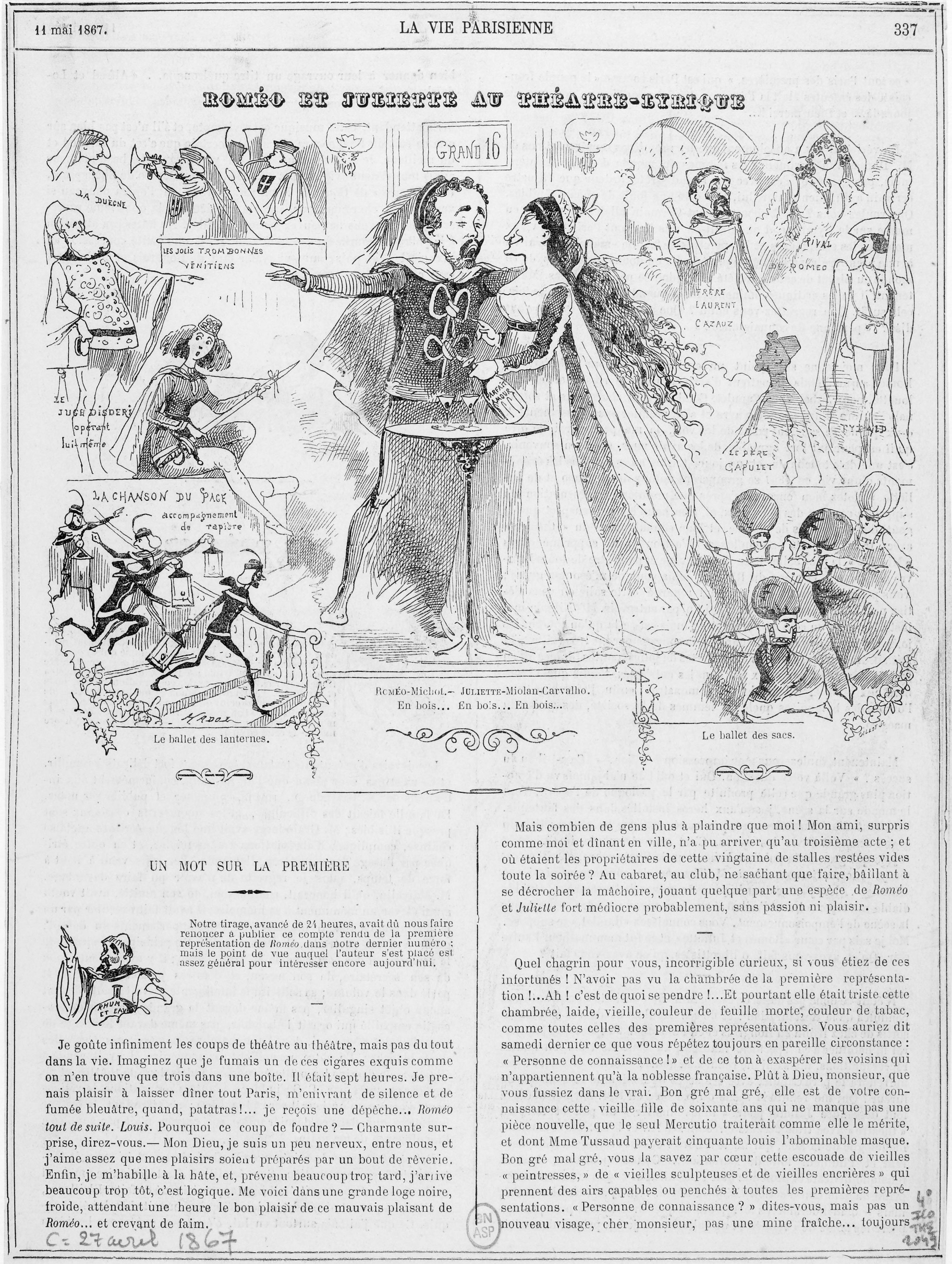

Roméo et Juliette (tiếng Việt: Roméo và Juliette) là vở opera 5 màn của nhà soạn nhạc người Pháp Charles Gounod. Những người viết lời cho tác phẩm gồm có Jules Barbier và Michel Carré, dựa trên vở bi kịch nổi tiếng Romeo và Juliet của William Shakespeare. Tác phẩm được trình diễn lần đầu tiên tại Théâtre Lyrique, Paris vào ngày 27 tháng 4 năm 1867. Trong vở opera này, Gounod có viết nhạc cho 4 duet dành cho các nhân vật chính và bản waltz Je veux vivre cho giọng nữ cao. Đây là vở opera có đời sống sân khấu dài, dài hơn so với nhiều vở opera khác sau vở opera thành công nhất của Gounod, Faust.